# Hyles churkini
Hyles churkini là một loài bướm đêm thuộc họ Sphingidae. Loài này có ở Mông Cổ.